# Міністерство юстиції Російської Федерації
Міністерство юстиції Російської Федерації (скор. Мін'юст Росії, рос. Минюст России ) — федеральний орган виконавчої влади в Росії, що здійснює функції з вироблення та реалізації державної політики і нормативно-правового регулювання у сфері юстиції. 

## Функції
Мін'юст Росії є федеральним органом виконавчої влади, що здійснює функції з вироблення та реалізації державної політики і нормативно-правового регулювання у сфері юстиції, що включає в себе :
- державну реєстрацію нормативних правових актів федеральних органів виконавчої влади, інших державних органів і організацій;
- державну реєстрацію некомерційних організацій, включно з відділеннями міжнародних організацій та іноземних некомерційних неурядових організацій, політичними партіями, іншими громадськими об'єднаннями та релігійними організаціями;
- забезпечення громадян безоплатною правничою допомогою, а також правове інформування та правову просвіту населення;
- нотаріат;
- адвокатуру;
- арбітраж (третейський розгляд);
- державну реєстрацію актів цивільного стану;
- забезпечення встановленого порядку діяльності судів, виконання судових актів, актів інших органів та посадових осіб, діяльності з повернення простроченої заборгованості фізичних осіб (вчинення дій, спрямованих на повернення простроченої заборгованості фізичних осіб);
- діяльність кримінально-виконавчої системи;
- територіальний устрій Російської Федерації, розмежування повноважень між федеральними органами державної влади, органами державної влади суб'єкта Російської Федерації та органами місцевого самоврядування, правове регулювання організації місцевого самоврядування.

## Персоналії
Список міністрів юстиції Росії див. у статті Міністри юстиції Росії. 

## Санкції
9 грудня 2022 року, на тлі вторгнення Росії в Україну, Канада внесла до санкційних списків Міністерство юстиції Російської Федерації через «грубі порушення прав людини» . Раніше очільника міністерства на момент вторгнення Чуйченка також було внесено до санкційних списків усіх країн Євросоюзу, Канади, Великої Британії, США та низки інших країн за «реалізацію закону про цензуру інформаційного простору щодо агресивної війни Росії проти України» і підтримку нападу на Україну.